# 우-뮤직 그룹
우 뮤직 그룹은 몇 개의 레이블들이 연합된 회사이다.

## 우 탱 레코드
1990년대 중반에 설립됐으며,현재 사장은 RZA이다.
- Killarmy
- Royal Fam
- Shyheim
- Sunz of Man
- U-God
- Northstar

## 라쟈 샤프 레코드
RZA의 프로듀싱레코드이며, 메소드 맨, 랙원 등의 앨범 프로모트를 담당했다.
- Cappadonna
- Tekitha
- Jammie Sommers

## 36 챔벌즈 레코드 & 유 뮤직 그룹
36 챔벌즈 레코드는 음악뿐만아니라 영화 등을 주요 담당하는 회사이며,'우 뮤직 그룹'은 클랜 전체의 앨범 담당을 관리하고 만든다.

## 우탱 인터내셔널
RZA가 설립했으며,'Wu-Fam'의 앨범 작업을 도와준다.
- Cilvaringz
- Thea van Seijen